# بوب لورانس
بوب لورانس (بالإنجليزية: Bob Lawrence)‏ هو لاعب كرة قاعدة أمريكي، ولد في 14 ديسمبر 1899 في بروكلين في الولايات المتحدة، وتوفي في 6 نوفمبر 1983 في جامايكا ‏ في الولايات المتحدة.

## وصلات خارجية
- بوب لورانس على موقعبيزبول رفرنس.كوم (الدوري الرئيسي) (الإنجليزية)